# Smog (film, 1975)
Pour les articles homonymes, voir Smog (homonymie).
Pour plus de détails, voir Fiche technique et Distribution.
Smog est un film suisse réalisé par Christian Mottier et sorti en 1975.

## Fiche technique
- Titre : Smog
- Réalisation : Christian Mottier
- Scénario : Christian Mottier
- Photographie : Jacques Cavussin et Laurent Turin
- Décors : Anne Saegesser
- Son : André Maillard
- Montage : Leslie Jenkins et Françoise Lenoir
- Musique : Roland Kocher
- Production : Dabinovic
- Pays :  Suisse
- Durée : 106 minutes
- Date de sortie : France - 5 mars 1975

## Distribution
- Florence Michel
- André Schmidt
- Yvonne Escher
- Fernand Berset
- Roger Trapp
- Patrick Lapp

## Sélection
- Festival de Locarno 1974[1]